# Złoty
Nya złoty (zł - polski złoty) är den valuta som används i Polen. Valutakoden är PLN. 1 złoty (pluralform 2-4 złote, 4+ złotych) = 100 groszy (singularform grosz, pluralform 2-4 grosze, 4+ groszy). Złoty har fått sitt namn efter det polska ordet złoto som betyder "guld".
Valutan infördes 1995 efter en valutarefom och ersatte den tidigare złotyn från 1949. Vid bytet var omvandlingen 1 PLN = 10 000 gamla złoty (PLZ). Polski złoty har anor ända från kungariket Polen från 1400-talet.

## Användning
Valutan ges ut av den polska centralbanken Narodowy Bank Polski - NBP som grundades 1828 som Bank Polski, ombildades 1945 och har huvudkontoret i Warszawa.

## Valörer
- mynt:  1, 2 och 5 złoty
- underenhet: 1, 2, 5, 10, 20 och 50 groszy
- sedlar: 10, 20, 50, 100, 200 och 500 złoty